# Madala Kunene

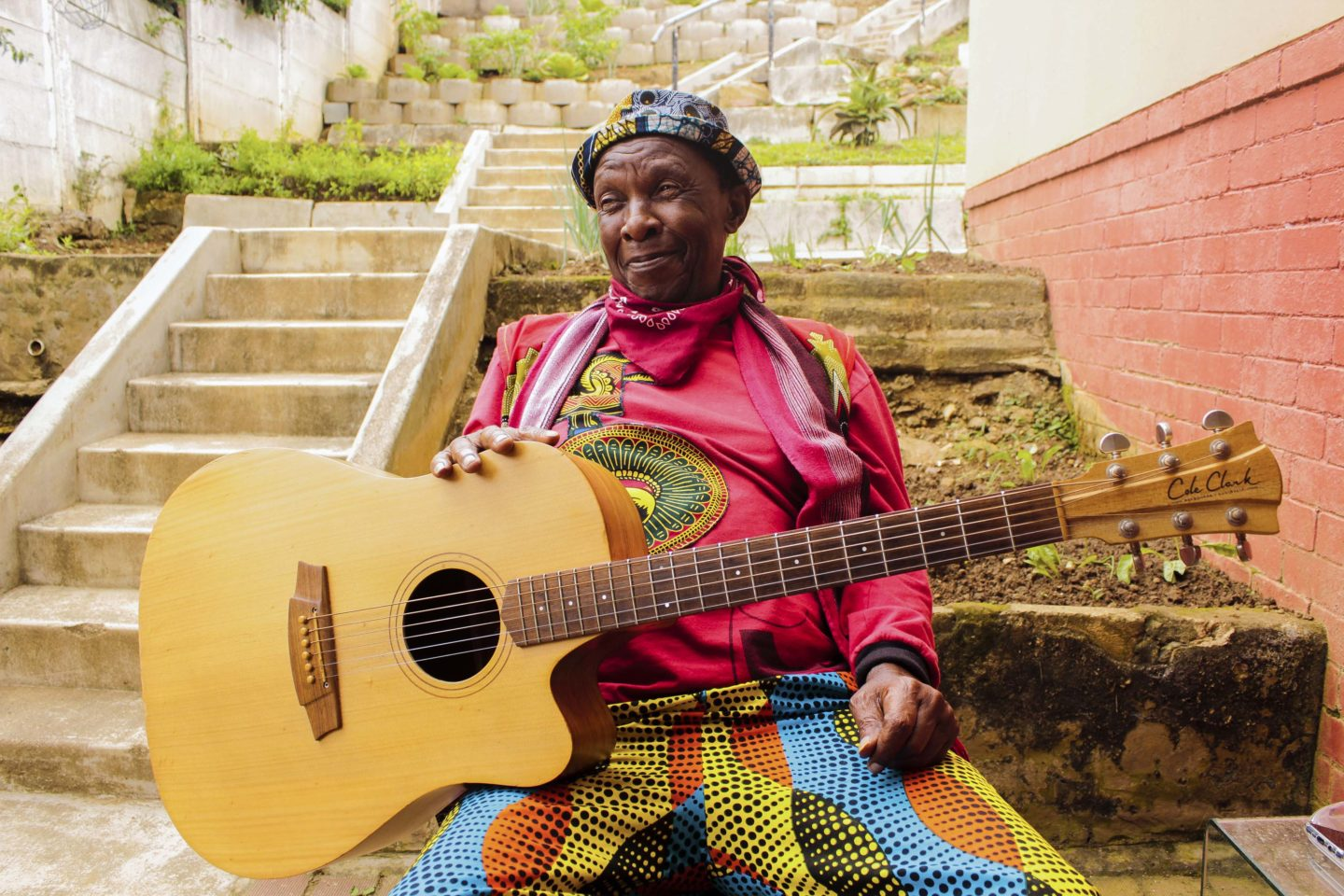
Madala Kunene, 2021

Madala Kunene  (* 3. April 1951 in Kwa-Mashu bei Durban) ist ein südafrikanischer Musiker (Gitarre, Gesang, Songwriting), der als „König der Zulugitarre“ Karriere machte.

## Leben und Wirken
Kunene begann noch als Kind mit selbstgemachten Instrumenten seine Karriere als Straßenmusiker. Er widmete sich dann bei den African Wanderers F.C. dem Fußball, um 1963 eine Gitarre zu kaufen und wieder mit dem Auftreten anzufangen. Sipho Gumede holte ihn nach Johannesburg, wo er zunächst in der Band Songamasu um Doc Mthalane auftrat. Auch begleitete er als Gitarrist Sipho Gumede und Mandla Masuka. 1988 kehrte er wieder zurück nach Durban, nachdem das Haus seiner Familie zerstört worden war. Dann startete er eine Solokarriere, zunächst mit lokalen Auftritten. Ermutigt von seinem Freund Duze Mahlobo, belebte er den Madalaine-Stil des Gitarrenspiels wieder, indem er Blues und Soul mit afrikanischem Folk kombinierte und seinen Zulu-Gesangs tranceartig weiterentwickelte.
1990 konnte er sich der Tanzgruppe Woza Afrika anschließen, wo er sang, Gitarre spielte und komponierte. 1993 verschaffte ihm Sipho Gumede eine erste Aufnahmenmöglichkeit für die B&W-Produktion Freedom Countdown. 1994 nahm er an den Outernational Meltdown Jams mit Airto Moreira teil, die zu seiner Teilnahme auf der Kompilation Healer’s Brew führten.
Seit 1994 veröffentlichte er mehrere Alben; bereits das zweite Album Kon’Ko Man (1996) entstand mit einem Staraufgebot (von Busi Mhlongo über Jose Neto bis hin zu den beiden Produzenten Pops Mohamed und Airto Moreira, die auch mitspielten). In dieser Zeit trat er auch mit Musikern wie Hugh Masekela, Winston Mankunku Ngozi und Busi Mhlongo auf. Sein traditionell tief verwurzelter Gitarrenstil ist auf dem Album King of the Zulu, Live Vol. 1 festgehalten. Musikalisch kam es auch zu Koproduktionen mit Baba Mokoena Serakoeng, Bernard Mndaweni, Max Lässer, Mabi Thobejane (The Bootleg Tapes) oder den Kalahari Surfers. Er komponierte auch die Musik für den Spielfilm Eine Frau namens Yesterday.
Über Kunene entstand der Dokumentarfilm Moving with Madala von Dick Jewell (2017).